# برای ثروتمند یا فقیر
برای ثروتمند یا فقیر (به انگلیسی: For Richer or Poorer) فیلمی اکشن دلهره‌آور محصول سال ۱۹۹۷ آمریکا به کارگردانی برایان اسپایسر است. در این فیلم بازیگرانی همچون تیم آلن، کریستی آلی، جی او. ساندرس، مایکل لانر، وین نایت، لری میلر، میگوئل ای. نونیز جونیور، جان پایپر-فرگوسن، کری پرستون، اتان فیلیپس، مایکل آنگارانو، مارلا میپلز و آنتونی عزیزی ایفای نقش کرده‌اند.